# Reverse graffiti

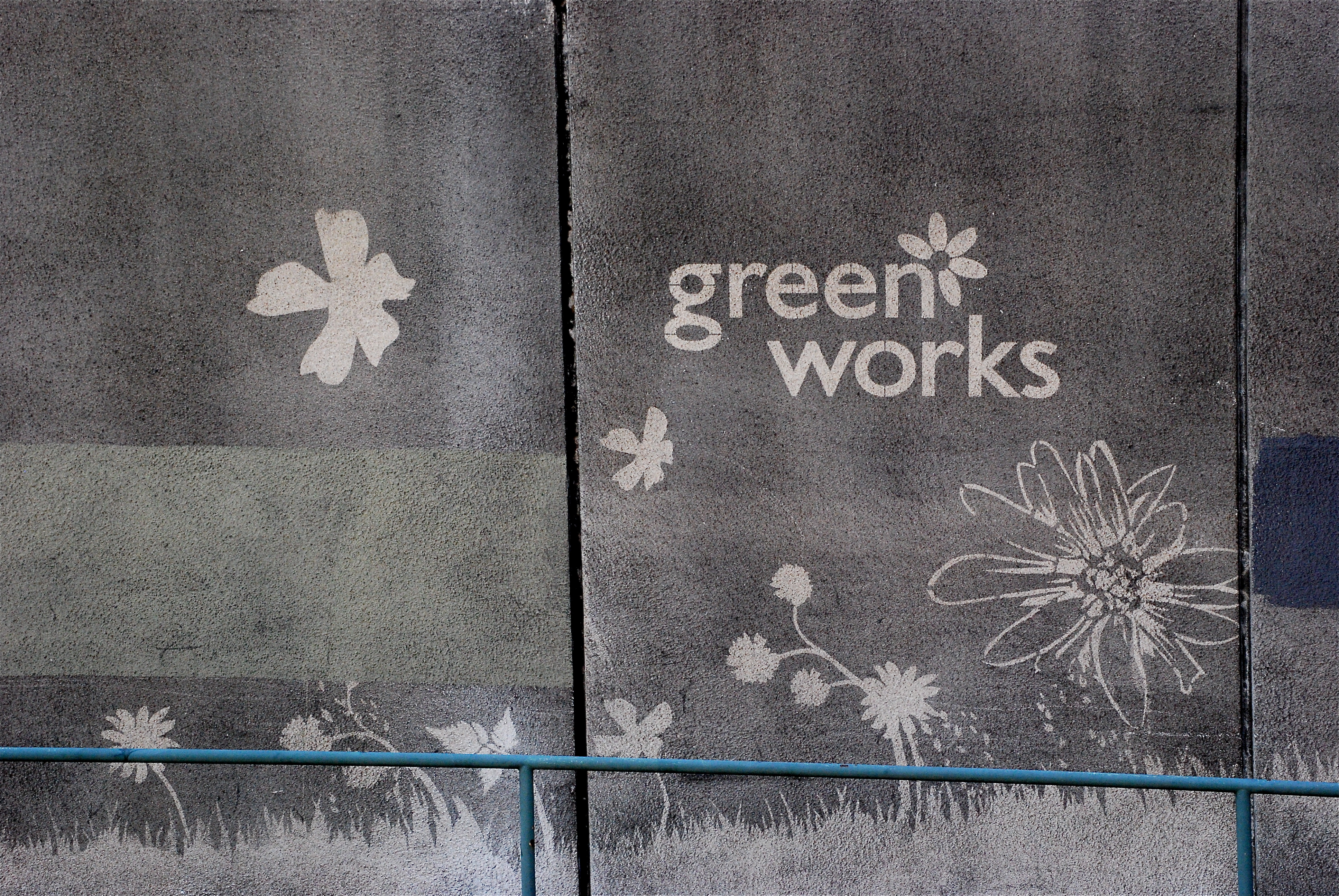
Reverse graffiti

Reverse graffiti is een kunstvorm die bestaat uit het creëren van patronen op muren en bestratingen door deze selectief schoon te maken.
Deze methode wordt niet alleen door amateurs toegepast maar ook voor reclamedoeleinden.
Reverse graffiti kan onder meer toegepast worden door met de vingertoppen op bevuilde ramen of auto's te tekenen, of door met een vorm en een hogedrukreiniger een tekening op een stoep of muur aan te brengen.
Het idee achter deze kunstvorm is dat niemand zich er aan zou kunnen storen dat er ergens schoongemaakt wordt. Desalniettemin dient men in Nederland een vergunning te hebben voor een reclame-uiting in openbare ruimte ook al vindt er bij deze vorm van graffiti geen vernieling plaats.